# François Favart
Pour les articles homonymes, voir Favart.
François Favart est un homme politique français né le 1er novembre 1797 à Tulle (Corrèze) et mort le 21 février 1878 à Saint-Étienne (Loire).

## Biographie
Avocat à Tulle, bâtonnier, il est juge suppléant en 1836, conseiller municipal et officier de la garde nationale. Il est député de la Corrèze de 1848 à 1849, siégeant d'abord avec la gauche modérée, puis glissant vers la droite. En 1852, il est réélu député de la Corrèze, cette fois contre le légitimiste Arthur de Vaublanc, par 20403 voix contre 6164. Il siège dans la majorité soutenant le Second Empire jusqu'en 1857.

## Sources
- « François Favart », dans Adolphe Robert et Gaston Cougny, Dictionnaire des parlementaires français, Edgar Bourloton, 1889-1891 [détail de l’édition]